# Один миллион рублей
Миллио́н рубле́й (1 000 000 рубле́й) (разг. лимон) — денежный знак, выпускавшийся в РСФСР, в Азербайджанской Социалистической Советской Республике и в ЗСФСР в начале 1920-х годов и в Белоруссии в 1999—2001 годах.
Банкноты с таким номиналом характерны для периода резкого обесценивания рубля и гиперинфляции.
Банкноты номиналом в 1 000 000 рублей выпускались в 1921 году в РСФСР в виде обязательства.
Также купюра номиналом 1 000 000 рублей имела хождение на территории Азербайджанской Социалистической Советской Республике в 1922 году, ЗСФСР в 1923 году и Белоруссии в 1999—2001 годах.

## Характеристики банкноты
Размер банкноты РСФСР 1921 года — 270×130 мм.

## Галерея исторических банкнот

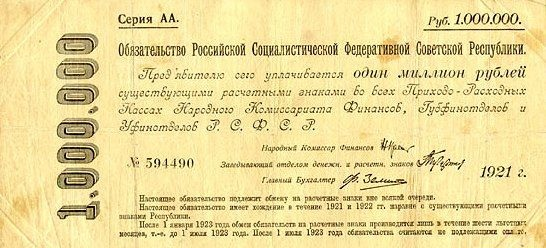
Миллион рублей РСФСР 1921 года
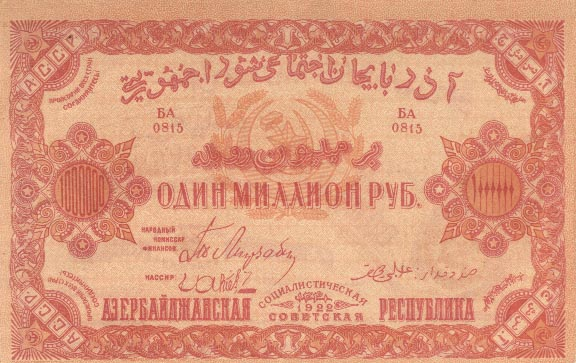
1 000 000 рублей Азербайджанской ССР, лицевая сторона (1922)
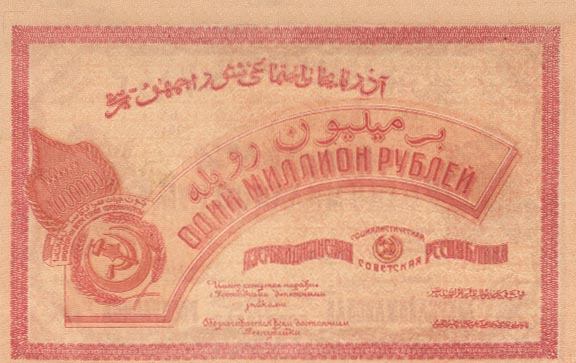
1 000 000 рублей Азербайджанской ССР, оборотная сторона (1922)
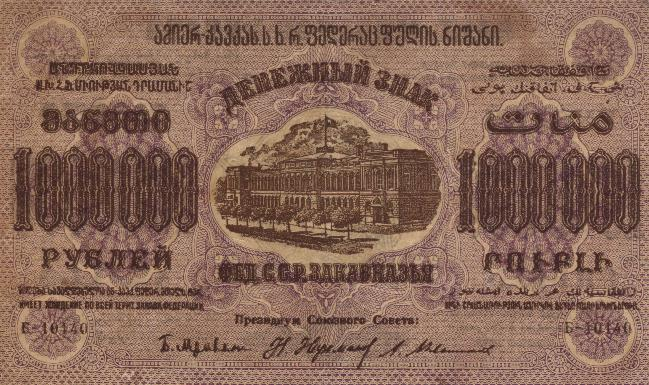
1 000 000 рублей ЗСФСР, лицевая сторона (1923)
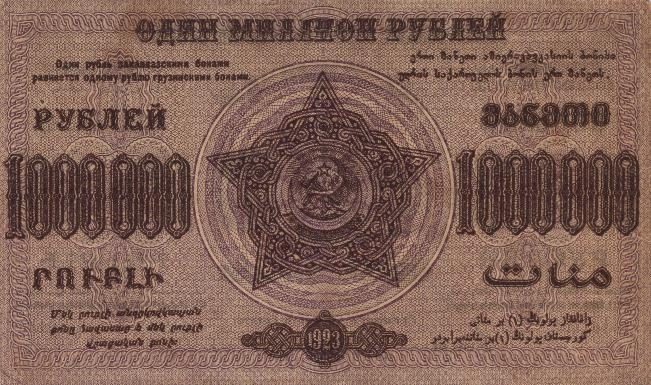
1 000 000 рублей ЗСФСР, оборотная сторона (1923)
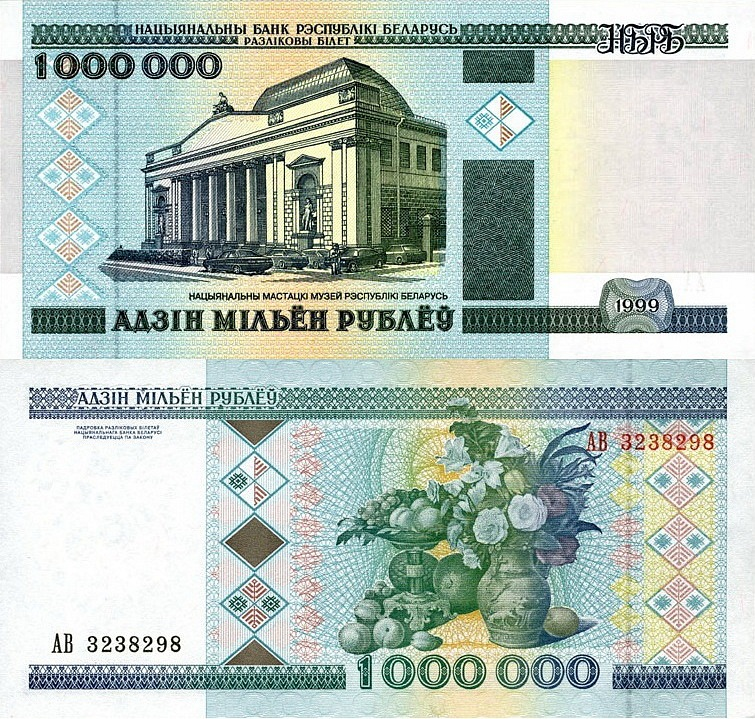
Белорусские 1 000 000 рублей (1999)